# Phalonidia rufoatra
Phalonidia rufoatra es una especie de polilla del género Phalonidia, categorizada en la tribu Cochylini, de la subfamilia Tortricinae. Fue descrita por Razowski en 1992.
Fue publicada en Misc. Zool. 14(1990): 97. Se distribuye por América: Costa Rica, en la provincia de Puntarenas, Monteverde.